# Sportovní gymnastika na Letních olympijských hrách 1972
Sportovní gymnastika na Letních olympijských hrách 1972.

## Medailisté

### Muži
| Soutěž                | Zlato | Stříbro | Bronz |
| --------------------- | --- | --- | --- |
| Víceboj – družstva    | Japonsko (JPN) · Šigeru Kasamacu · Sawao Kató · Eizó Kenmocu · Akinori Nakajama · Teruiči Okamura · Micuo Cukahara | Sovětský svaz (URS) · Nikolaj Andrianov · Viktor Klimenko · Alexandr Malejev · Edvard Mikaeljan · Vladimir Ščukin · Michail Voronin | Německá demokratická republika (GDR) · Matthias Brehme · Wolfgang Klotz · Klaus Köste · Jürgen Paeke · Reinhard Rychly · Wolfgang Thüne |
| Víceboj – jednotlivci | Sawao Kató · Japonsko (JPN)                                                                                        | Eizó Kenmocu · Japonsko (JPN) | Akinori Nakajama · Japonsko (JPN) |
| Prostná               | Nikolaj Andrianov · Sovětský svaz (URS)                                                                            | Akinori Nakajama · Japonsko (JPN)                                                                                                   | Šigeru Kasamacu · Japonsko (JPN) |
| Kůň našíř             | Viktor Klimenko · Sovětský svaz (URS)                                                                              | Sawao Kató · Japonsko (JPN) | Eizó Kenmocu · Japonsko (JPN) |
| Kruhy                 | Akinori Nakajama · Japonsko (JPN)                                                                                  | Michail Voronin · Sovětský svaz (URS)                                                                                               | Micuo Cukahara · Japonsko (JPN) |
| Přeskok               | Klaus Köste · Německá demokratická republika (GDR)                                                                 | Viktor Klimenko · Sovětský svaz (URS)                                                                                               | Nikolaj Andrianov · Sovětský svaz (URS)                                                                                                 |
| Bradla                | Sawao Kató · Japonsko (JPN)                                                                                        | Šigeru Kasamacu · Japonsko (JPN) | Eizó Kenmocu · Japonsko (JPN) |
| Hrazda                | Micuo Cukahara · Japonsko (JPN)                                                                                    | Sawao Kató · Japonsko (JPN) | Šigeru Kasamacu · Japonsko (JPN) |

### Ženy
| Soutěž                | Zlato | Stříbro | Bronz |
| --------------------- | --- | --- | --- |
| Víceboj – družstva    | Sovětský svaz (URS) · Ljubov Burdová · Olga Korbutová · Antonina Košelová · Tamara Lazakovičová · Elvira Saadiová · Ljudmila Turiščevová | Německá demokratická republika (GDR) · Irene Abelová · Angelika Hellmannová · Karin Janzová · Richarda Schmeisserová · Christine Schmittová · Erika Zucholdová | Maďarsko (HUN) · Ilona Bekesiová · Monika Csaszarová · Marta Kelemenová · Aniko Keryová · Krisztina Medveczkyová · Zsuzsa Nagyová |
| Víceboj – jednotlivci | Ljudmila Turiščevová · Sovětský svaz (URS)                                                                                               | Karin Janzová · Německá demokratická republika (GDR) | Tamara Lazakovičová · Sovětský svaz (URS)                                                                                         |
| Přeskok               | Karin Janzová · Německá demokratická republika (GDR)                                                                                     | Erika Zucholdová · Německá demokratická republika (GDR) | Ljudmila Turiščevová · Sovětský svaz (URS)                                                                                        |
| Bradla                | Karin Janzová · Německá demokratická republika (GDR)                                                                                     | Olga Korbutová · Sovětský svaz (URS) · Erika Zuchold · Německá demokratická republika (GDR)                                                                    | Nebyla udělena |
| Kladina               | Olga Korbutová · Sovětský svaz (URS) | Tamara Lazakovičová · Sovětský svaz (URS) | Karin Janzová · Německá demokratická republika (GDR)                                                                              |
| Prostná               | Olga Korbutová · Sovětský svaz (URS) | Ljudmila Turiščevová · Sovětský svaz (URS) | Tamara Lazakovičová · Sovětský svaz (URS)                                                                                         |

## Přehled medailí
| Pořadí | Země                           | Zlato | Stříbro | Bronz | Celkově |
| ------ | ------------------------------ | ----- | ------- | ----- | ------- |
| 1.     | Sovětský svaz                  | 6     | 6       | 4     | 16      |
| 2.     | Japonsko                       | 5     | 5       | 6     | 16      |
| 3.     | Německá demokratická republika | 3     | 3       | 3     | 9       |
| 4.     | Maďarsko                       | 0     | 0       | 1     | 1       |
| Celkem | Celkem                         | 14    | 14      | 14    | 42      |